# Saison 2014-2015 des Rockets de Houston
La saison 2014-2015 des Rockets de Houston est la 48e saison de la franchise au sein de la NBA et la 44e saison dans la ville de Houston.
Les Rockets ont terminé la saison régulière avec un bilan de 56-26, le troisième meilleur de l’histoire de la franchise. Ils ont également remporté leur tout premier titre de la division Sud-Ouest depuis 1994. Les Rockets ont battu les Mavericks de Dallas 4-1 au premier tour des playoffs, avançant vers les demi-finales de conférence pour la première fois depuis 2009. Ils ont battu les Clippers de Los Angeles en sept matchs après avoir été mené 1-3 dans la série, avançant pour la première fois en finale de conférence depuis 1997. Ils sont devenus seulement la neuvième équipe de l’histoire de la NBA à revenir d’un tel déficit – et actuellement la seule franchise à le faire deux fois. La saison des Rockets s’est terminée par une défaite 1-4 en finale de la conférence Ouest face aux futurs champions de la NBA, les Warriors de Golden State.

## Draft
| Tour | Choix | Joueur       | Poste | Nationalité | Provenance           |
| ---- | ----- | ------------ | ----- | ----------- | -------------------- |
| 1    | 25    | Clint Capela | C     | Suisse      | Élan Chalon (France) |
| 2    | 42    | Nick Johnson | SG    | États-Unis  | Arizona              |

## Classements de la saison régulière
| Conférence Ouest | Conférence Ouest                | Conférence Ouest | Conférence Ouest | Conférence Ouest | Conférence Ouest | Conférence Ouest | Conférence Ouest |
| No               | Franchise                       | Vic.             | Def.             | MJ               | MR               | % V/D            | RV               |
| ---------------- | ------------------------------- | ---------------- | ---------------- | ---------------- | ---------------- | ---------------- | ---------------- |
| 1                | Warriors de Golden State        | 67               | 15               | 82               | 0                | 81,7%            | -                |
| 2                | Rockets de Houston              | 56               | 26               | 82               | 0                | 68,3%            | 11               |
| 3                | Clippers de Los Angeles         | 56               | 26               | 82               | 0                | 68,3%            | 11               |
| 4                | Trail Blazers de Portland¹      | 51               | 31               | 82               | 0                | 62,2%            | 16               |
| 5                | Grizzlies de Memphis            | 55               | 27               | 82               | 0                | 67,1%            | 12               |
| 6                | Spurs de San Antonio T          | 55               | 27               | 82               | 0                | 67,1%            | 12               |
| 7                | Mavericks de Dallas             | 50               | 32               | 82               | 0                | 61,0%            | 17               |
| 8                | Pelicans de La Nouvelle-Orléans | 45               | 37               | 82               | 0                | 54,9%            | 22               |
|                  |                                 |                  |                  |                  |                  |                  |                  |
| 9                | Thunder d'Oklahoma City         | 45               | 37               | 82               | 0                | 54,9%            | 22               |
| 10               | Suns de Phoenix                 | 39               | 43               | 82               | 0                | 47,6%            | 28               |
| 11               | Jazz de l'Utah                  | 38               | 44               | 82               | 0                | 46,3%            | 29               |
| 12               | Nuggets de Denver               | 30               | 52               | 82               | 0                | 36,6%            | 37               |
| 13               | Kings de Sacramento             | 29               | 53               | 82               | 0                | 35,4%            | 38               |
| 14               | Lakers de Los Angeles           | 21               | 61               | 82               | 0                | 25,6%            | 46               |
| 15               | Timberwolves du Minnesota       | 16               | 66               | 82               | 0                | 19,5%            | 51               |

| Division Sud-Ouest    | V  | D  | MJ | % V/D | GB | Dom   | Ext   | Div | Conf  |
| --------------------- | -- | -- | -- | ----- | -- | ----- | ----- | --- | ----- |
| Rockets de Houston    | 56 | 26 | 82 | 68,3% | -  | 30-11 | 26-15 | 8-8 | 33-19 |
| Grizzlies de Memphis  | 55 | 27 | 82 | 67,1% | 1  | 31-10 | 24-17 | 9-7 | 35-17 |
| Spurs de San AntonioT | 55 | 27 | 82 | 67,1% | 1  | 33-8  | 22-19 | 8-8 | 32-20 |
| Mavericks de Dallas   | 50 | 32 | 82 | 61,0% | 6  | 27-14 | 23-18 | 7-9 | 29-23 |
| Pelicans Nlle-Orléans | 45 | 37 | 82 | 54,9% | 11 | 28-13 | 17-24 | 8-8 | 29-23 |

## Effectif
| Rockets de Houston Effectif 2014-2015 |    |                        |                     |                    |
| Entraîneur : Kevin McHale             |    |                        |                     |                    |
| Ailier                                | 1  | Drapeau des États-Unis | Trevor Ariza        | UCLA               |
| Meneur                                | 2  | Drapeau des États-Unis | Patrick Beverley    | Arkansas           |
| Ailier                                | 33 | Drapeau des États-Unis | Corey Brewer        | Florida            |
| Pivot                                 | 15 | Drapeau de la Suisse   | Clint Capela        | Suisse             |
| Ailier                                | 8  | Drapeau des États-Unis | Joey Dorsey         | Memphis            |
| Arrière                               | 13 | Drapeau des États-Unis | James Harden (C)    | Arizona State      |
| Pivot                                 | 12 | Drapeau des États-Unis | Dwight Howard       | SW Atlanta Academy |
| Ailier fort                           | 6  | Drapeau des États-Unis | Terrence Jones      | Kentucky           |
| Arrière                               | 32 | Drapeau des États-Unis | K. J. McDaniels     | Clemson            |
| Ailier fort                           | 20 | Drapeau de la Lituanie | Donatas Motiejūnas  | Lituanie           |
| Ailier                                | 16 | Drapeau de la Grèce    | Kostas Papanikolaou | Grèce              |
| Meneur                                | 9  | Drapeau de l'Argentine | Pablo Prigioni      | Argentine          |
| Ailier                                | 5  | Drapeau des États-Unis | Josh Smith          | Oak Hill Academy   |
| Meneur                                | 31 | Drapeau des États-Unis | Jason Terry         | Arizona            |
| (C) - Capitaine, Blessé               |    |                        |                     |                    |

### Salaires
| Joueur              | Salaire     |
| ------------------- | ----------- |
| Dwight Howard       | $21,436,271 |
| James Harden        | $14,728,844 |
| Trevor Ariza        | $8,579,089  |
| Jason Terry         | $5,850,313  |
| Kostas Papanikolaou | $4,797,664  |
| Corey Brewer        | $4,702,500  |
| Josh Smith          | $2,077,000  |
| Pablo Prigioni      | $1,662,961  |
| Terrence Jones      | $1,618,680  |
| Donatas Motiejūnas  | $1,483,920  |
| Clint Capela        | $1,189,200  |
| Joey Dorsey         | $948,163    |
| Patrick Beverley    | $915,243    |
| K. J. McDaniels     | $507,336    |
| TOTAL               | $71,004,520 |

## Statistiques
| Joueur              | MJ | MC | MPG  | FG%  | 3P%  | FT%  | RPG  | APG | SPG | BPG | PPG  |
| ------------------- | -- | -- | ---- | ---- | ---- | ---- | ---- | --- | --- | --- | ---- |
| Trevor Ariza        | 82 | 82 | 35.7 | .402 | .350 | .850 | 5.6  | 2.5 | 1.9 | 0.2 | 12.8 |
| Patrick Beverley    | 56 | 55 | 30.8 | .383 | .356 | .750 | 4.2  | 3.4 | 1.1 | 0.4 | 10.1 |
| Tarik Black‡‡       | 25 | 12 | 15.7 | .542 | .000 | .520 | 5.1  | 0.3 | 0.2 | 0.1 | 4.2  |
| Corey Brewer        | 56 | 1  | 25.1 | .429 | .284 | .760 | 3.6  | 1.7 | 1.1 | 0.3 | 11.9 |
| Isaiah Canaan‡      | 25 | 9  | 14.8 | .405 | .381 | .760 | 2.7  | 2.0 | 0.7 | 0.0 | 6.2  |
| Clint Capela        | 12 | 0  | 7.5  | .483 | .000 | .170 | 3.0  | 0.2 | 0.1 | 0.8 | 2.7  |
| Troy Daniels‡       | 17 | 0  | 6.4  | .319 | .302 | .750 | 0.4  | 0.2 | 0.0 | 0.0 | 2.7  |
| Joey Dorsey         | 69 | 17 | 12.4 | .552 | .000 | .290 | 4.0  | 0.4 | 0.6 | 0.4 | 2.7  |
| Francisco García‡‡  | 14 | 0  | 14.3 | .270 | .222 | .250 | 1.2  | 1.1 | 0.6 | 0.4 | 3.2  |
| James Harden        | 81 | 81 | 36.8 | .440 | .375 | .870 | 5.7  | 7.0 | 1.9 | 0.7 | 27.4 |
| Dwight Howard       | 41 | 41 | 29.8 | .593 | .500 | .530 | 10.5 | 1.2 | 0.7 | 1.3 | 15.8 |
| Nick Johnson        | 28 | 0  | 9.4  | .347 | .238 | .680 | 1.4  | 0.4 | 0.3 | 0.1 | 2.6  |
| Terrence Jones      | 33 | 24 | 26.9 | .528 | .351 | .610 | 6.7  | 1.1 | 0.6 | 1.8 | 11.7 |
| K. J. McDaniels     | 10 | 0  | 3.3  | .333 | .000 | .500 | 0.5  | 0.2 | 0.0 | 0.2 | 1.1  |
| Donatas Motiejūnas  | 71 | 62 | 28.7 | .504 | .368 | .600 | 5.9  | 1.8 | 0.8 | 0.5 | 12.0 |
| Kostas Papanikolaou | 43 | 1  | 18.5 | .350 | .292 | .720 | 2.7  | 2.0 | 0.7 | 0.3 | 4.2  |
| Pablo Prigioni      | 24 | 0  | 16.8 | .343 | .275 | .870 | 1.6  | 2.8 | 1.1 | 0.0 | 3.0  |
| Alexey Shved‡       | 9  | 0  | 6.6  | .333 | .333 | .820 | 0.4  | 0.3 | 0.1 | 0.0 | 3.2  |
| Josh Smith          | 55 | 7  | 25.5 | .438 | .330 | .520 | 6.0  | 2.6 | 0.9 | 1.2 | 12.0 |
| Jason Terry         | 77 | 18 | 21.3 | .422 | .390 | .810 | 1.6  | 1.9 | 0.9 | 0.3 | 7.0  |

‡Transferé en cours de saison
‡‡Libéré durant la saison

## Transactions

### Transferts
| 13 juillet   | Vers Houston Rockets Droits sur Serhiy Lichtchouk | Vers Los Angeles Lakers Jeremy Lin Futur premier tour de draft Second tour de draft 2015                                                                                 |
| 15 juillet   | Échange à trois équipes | Échange à trois équipes |
| 15 juillet   | Vers Houston Rockets Trevor Ariza (Sign and trade de Washington) Alonzo Gee (de New Orleans) Scotty Hopson (de New Orleans) Premier tour de draft 2015 protégé (de New Orleans) | Vers New Orleans Pelicans Ömer Aşık (de Houston) Omri Casspi (de Houston) Compensation financière (de Houston)                                                           |
| 15 juillet   | Vers Washington Wizards Melvin Ely (de New Orleans) | |
| 17 septembre | Vers Houston Rockets Jason Terry Second tour de draft 2015 Second tour de draft 2016                                                                                            | Vers Sacramento Kings Alonzo Gee Scotty Hopson |
| 19 décembre  | Échange à trois équipes | Échange à trois équipes |
| 19 décembre  | Vers Houston Rockets Corey Brewer (de Minnesota) Alexey Shved (de Philadelphia)                                                                                                 | Vers Minnesota Timberwolves Troy Daniels (de Houston) Second tour de draft 2015 (de Houston) Second tour de draft 2016 (de Houston) Compensation financière (de Houston) |
| 19 décembre  | Vers Philadelphia 76ers Ronny Turiaf (de Minnesota) Droits sur Serhiy Lichtchouk (de Houston) Second tour de draft 2015 (de Houston)                                            | |
| 19 février   | Vers Houston Rockets Pablo Prigioni | Vers New York Knicks Alexey Shved Second tour de draft 2017 Second tour de draft 2019                                                                                    |
| 19 février   | Vers Houston Rockets K. J. McDaniels | Vers Philadelphia 76ers Isaiah Canaan Second tour de draft 2015 |

### Prolongations
| Date       | Joueur           |
| ---------- | ---------------- |
| 14/07/2014 | Troy Daniels     |
| 22/08/2014 | Francisco García |
| 24/12/2014 | Kevin McHale     |

### Arrivées
| Date       | Joueur              | Ancienne équipe |
| ---------- | ------------------- | --------------- |
| 18/07/2014 | Joey Dorsey         | FC Barcelone    |
| 27/08/2014 | Tarik Black         | Kansas (NCAA)   |
| 23/09/2014 | Kostas Papanikolaou | FC Barcelone    |
| 26/12/2014 | Josh Smith          | Detroit Pistons |

### Départs
| Date       | Joueur           | Nouvelle équipe    |
| ---------- | ---------------- | ------------------ |
| 15/07/2014 | Chandler Parsons | Dallas Mavericks   |
| 24/10/2014 | Josh Powell      |                    |
| 27/10/2014 | Robert Covington | Philadelphia 76ers |
| 19/12/2014 | Francisco García |                    |
| 26/12/2014 | Tarik Black      | Los Angeles Lakers |